# طناب اسپرماتیک
طناب اسپرماتیک یکی از اجزای شبیه طناب در دستگاه تولید مثل در مردان می‌باشد.
یکی از دلائل درد بیضه در کودکان و نوجوانان ممکن است «پیچیده شدن طناب اسپرماتیک متصل به بیضه به دور آن» باشد که در این صورت باید خیلی سریع به پزشک مراجعه کرد.

## نگارخانه

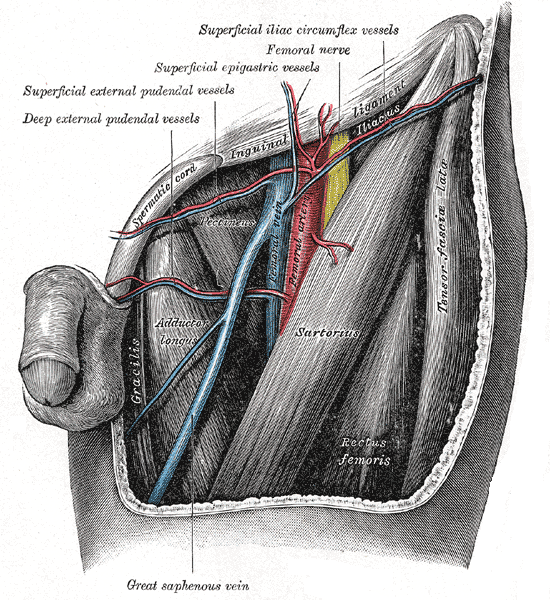
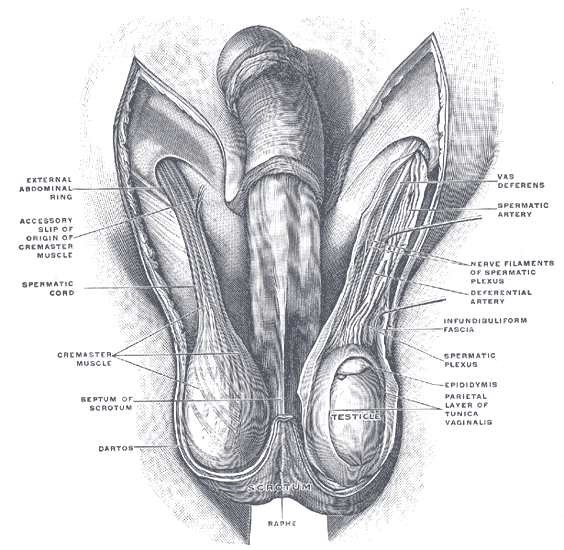
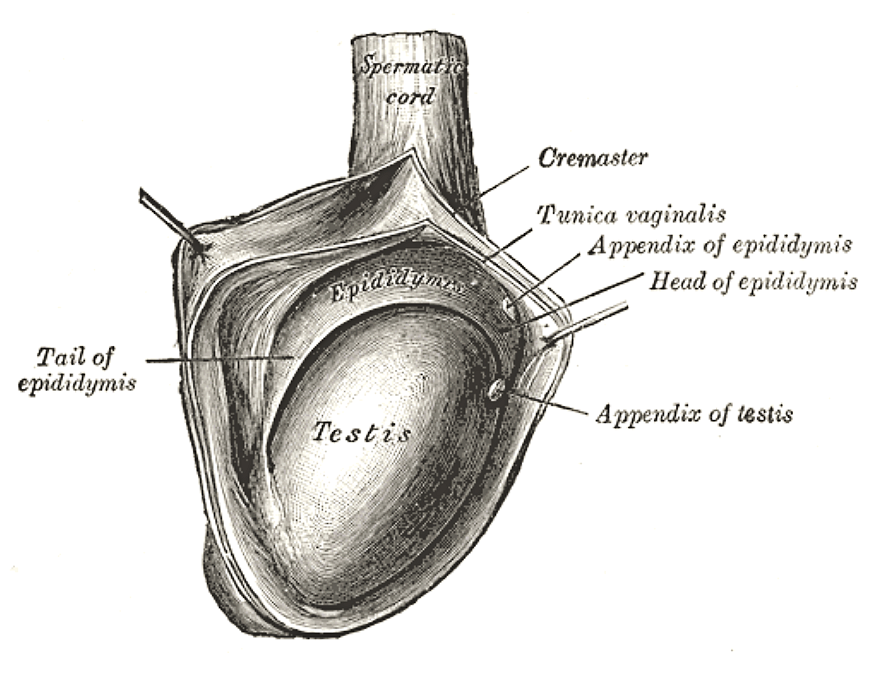
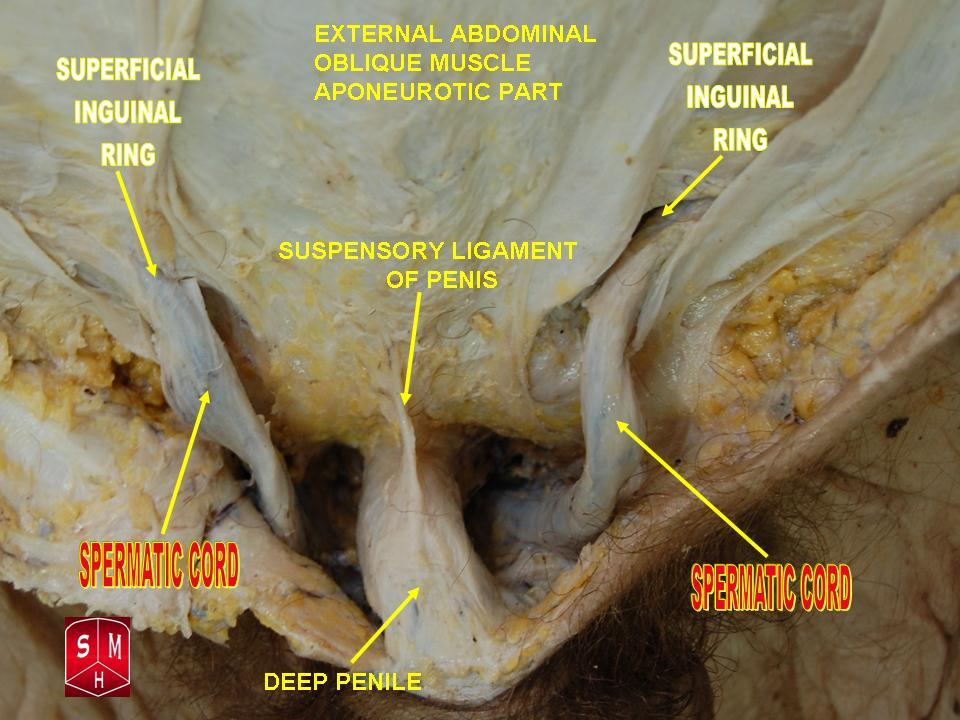
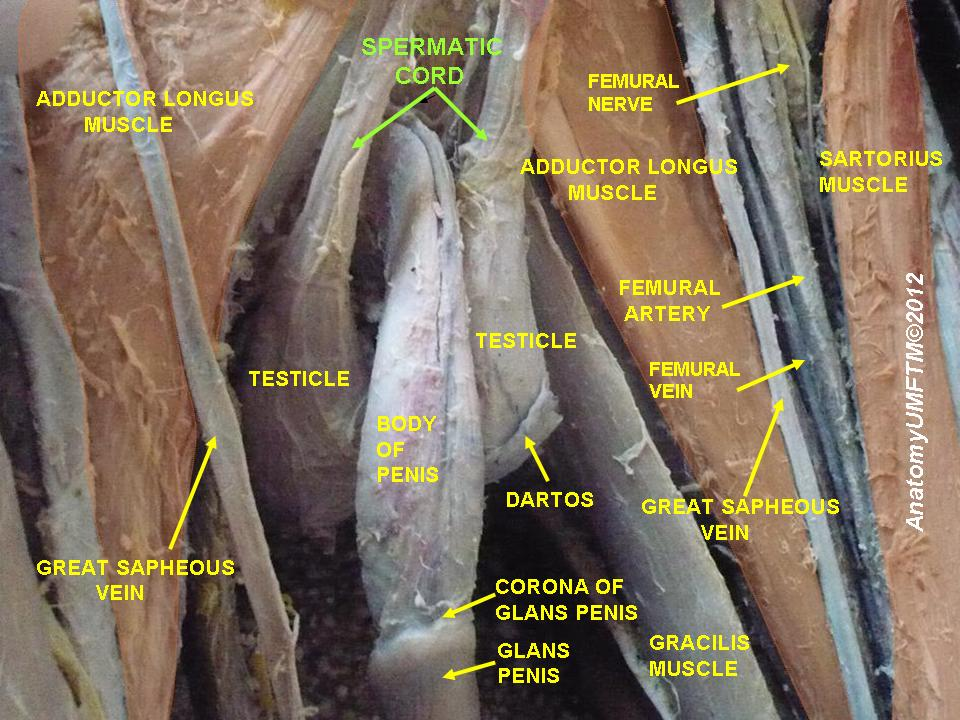